# دهستان ایلوکا
دهستان ایلوکا (به لاتین: Illuka Parish) یک دهستان در استونی است که در شهرستان ایدا-ویرو واقع شده‌است.

## خصوصیات
دهستان ایلوکا ۵۱۷ کیلومترمربع مساحت و ۱٬۰۱۳ نفر جمعیت دارد.